# Minister Przemysłu Spożywczego i Skupu
Minister Przemysłu   Spożywczego i Skupu – urząd ministra, naczelny organ administracji rządowej, członek Rady Ministrów  powołany z zadaniem działania w obszarze   gałęzi związanych   z przetwórstwem   spożywczym oraz dostawami obowiązkowymi,  skupem i   kontraktacją produktów rolnych.

## Ustanowienie urzędu
Na podstawie ustawy  z 1957 r. o zmianach w organizacji i zakresie działania naczelnych organów administracji państwowej w niektórych gałęziach przemysłu, budownictwa i komunikacji ustanowiono  urząd  Ministra Przemysłu   Spożywczego i Skupu w miejsce urzędu Ministra Przemysłu Spożywczego oraz urzędu Ministra Skupu.

## Zakres działania urzędu z 1957 r.
Do zakresu działania Ministra Przemysłu Spożywczego i Skupu należały sprawy: 
- przemysłu cukrowniczego,
- przemysłu mięsnego,
- przemysłu mleczarskiego,
- przemysłu  tytoniowego,
- przemysłu tłuszczowego,
- przemysłu spirytusowego,
- przemysłu młynarskiego,
- przemysłu piwowarsko-słodowniczego,
- przemysłu  cukierniczego,
- innych rodzajów przemysłu spożywczego.

Ponadto do zakresu działania resortu wchodziły sprawy przemiału zbóż i przetwórstwa pasz, sprawy dostaw obowiązkowych, skupu i kontraktacji artykułów rolnych i hodowlanych.

## Zakres działania urzędu z   1970 r.
Zarządzeniem prezesa Rady Ministrów z 1970 r. o zakresie działania Ministra Przemysłu Spożywczego i Skupu z tytułu koordynacji międzyresortowej powierzono ministrowi   koordynację międzyresortową w gałęzi przemysłu spożywczego.
W ramach koordynacji międzyresortowej  Minister Przemysłu Spożywczego i Skupu:
- przedstawiał  w ramach opracowywanych projektów planów rocznych i wieloletnich wnioski co do kierunków rozwoju całej gałęzi przemysłu spożywczego i jego poszczególnych branż,
- podejmował  w ramach narodowego planu gospodarczego, w porozumieniu z zainteresowanymi ministrami, środki zapewniające właściwą realizację planów rozwoju przez wszystkie jednostki gospodarcze działające w gałęzi przemysłu spożywczego,
- wydawał wiążące opinie dla jednostek objętych koordynacją w sprawie zamierzeń inwestycyjnych dotyczących budowy, rozbudowy oraz rekonstrukcji zakładów i oddziałów produkcyjnych,
- koordynował  przedsięwzięcia w zakresie głównych kierunków prac naukowo-badawczych, techniki i technologii produkcji oraz postępu techniczno-ekonomicznego,
- sprawował  koordynację międzyresortową w zakresie gospodarowania kośćmi technicznymi i tłuszczami technicznymi zwierzęcymi.

Ponadto Minister Przemysłu Spożywczego i Skupu upoważniony był do:
- ustalania oraz dokonywania zmian wskaźników i zadań dla tych zjednoczeń resortu przemysłu spożywczego i skupu, dla których nie zostały one określone w narodowym planie gospodarczym,
- dokonywania zmian zadań i norm finansowych dla zjednoczeń w ramach zadań określonych dla resortu przemysłu spożywczego i skupu w budżecie; terminy dokonywania tych zmian ustali Minister Finansów na wniosek Ministra Przemysłu Spożywczego i Skupu,
- dokonywania, w ramach ustalonych w narodowym planie gospodarczym zadań wartościowych eksportu, zmian asortymentowych w planie eksportu zmierzających do poprawy jego opłacalności,
- tworzenia w ramach zadań i środków ustalonych w narodowym planie gospodarczym rezerwy zadań rocznych i środków do ich uruchamiania w zależności od kształtowania się sytuacji w zakresie zaopatrzenia w surowce oraz zbytu,
- dokonywania, w ramach posiadanej rezerwy,  przesunięć wskaźników zatrudnienia i funduszu płac pomiędzy działami gospodarki narodowej: przemysł, obrót towarowy i budownictwo.

## Zakres działania urzędu z 1974 r.
Minister Przemysłu Spożywczego i Skupu był naczelnym organem administracji państwowej w dziedzinie:
- przemysłu spożywczego, obejmującej działalność gospodarczą w zakresie produkcji mięsa i przetworów mięsnych, przetworów zbożowych, wyrobów cukierniczych trwałych, cukru, wyrobów jajczarsko-drobiarskich, koncentratów spożywczych i suszu cykorii, roślinnych tłuszczów jadalnych, przetworów z owoców i warzyw, win i miodów pitnych, piwa i słodu, wyrobów spirytusowych, drożdży, wyrobów tytoniowych, przetworów ziemniaczanych i skrobiowych, kwasów spożywczych, produktów mleczarskich, produktów zielarskich, mrożonych owoców i warzyw oraz wyrobów kulinarnych i garmażeryjnych (gotowych) mrożonych, z wyłączeniem działalności zastrzeżonej odrębnymi przepisami do właściwości innych ministrów,
- skupu produktów rolnych na potrzeby przemysłu spożywczego i na zaopatrzenie rynku oraz skupu zwierząt rzeźnych i produktów pochodzenia zwierzęcego.

Do Ministra Przemysłu Spożywczego i Skupu należały  również sprawy przemysłu paszowego i przetwórstwa ubocznych produktów zwierzęcych, produkcji tłuszczów technicznych zwierzęcych i roślinnych oraz opakowań blaszanych lekkich, z wyłączeniem spraw zastrzeżonych przez przepisy szczególne do zakresu działania innych ministrów.

## Zniesienie urzędu
Na podstawie ustawy z 1981 r.   o utworzeniu urzędu Ministra Rolnictwa i Gospodarki Żywnościowej powołano nowy urząd, który powstał w miejsce funkcjonujących uprzednio urzędu  Ministra Przemysłu Spożywczego i Skupu i urzędu Ministra Rolnictwa.